# Tillandsia paleacea
Tillandsia paleacea es una especie de planta epífita dentro del género  Tillandsia, perteneciente a la  familia de las bromeliáceas.  Es originaria de Bolivia.

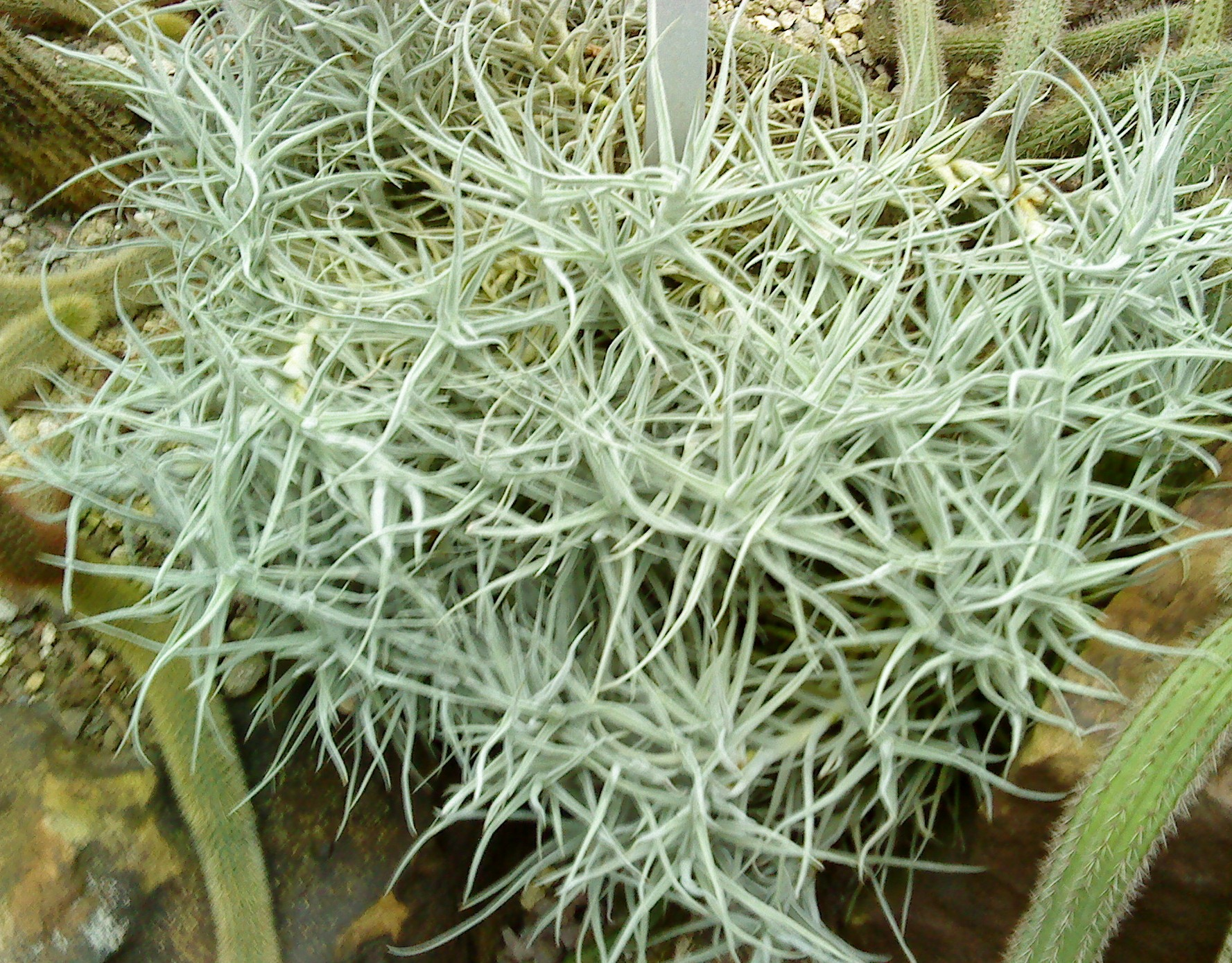
Vista de la planta

## Cultivar
- Tillandsia 'Sweet Isabel'

## Taxonomía
Tillandsia paleacea fue descrita por Karel Presl y publicado en Reliquiae Haenkeanae 1(2): 125. 1827.
Etimología
Tillandsia: nombre genérico que fue nombrado por Carlos Linneo en 1738 en honor al médico y botánico finlandés Dr. Elias Tillandz (originalmente Tillander) (1640-1693).
paleacea: epíteto latíno que significa "como la paja"
Sinonimia
- Tillandsia chilensis Baker
- Tillandsia favillosa Mez
- Tillandsia fusca Baker
- Tillandsia lanata Mez
- Tillandsia paleacea subsp. apurimacensis W.Till
- Tillandsia paleacea f. disticha W.Till
- Tillandsia scalarifolia Baker
- Tillandsia schenckiana Wittm.[4][5]